# Yvon Razac
Pour les articles homonymes, voir Razac.
Yvon Razac, né le 29 décembre 1912 à Penthièvre (Algérie) et mort le 14 août 2003 à Paris, est un homme politique français.

## Biographie
Lors des législatives de 1946, il est battu par Horma Ould Babana.
Il est élu au Conseil de la République,.